# Rudolf Leiner
Rudolf Wilhelm Leiner junior (* 22. März 1913 in St. Pölten; † 8. September 2008 ebenda) war ein österreichischer Unternehmer und Miteigentümer der Möbelhausketten Rudolf Leiner GmbH und kika.

## Leben und Wirken
Rudolf Leiner wurde am 22. März 1913 als Sohn des Kaufmanns und Grundbesitzers (in Wien) Rudolf Leiner senior (* 31. Dezember 1881 in Wiener Neustadt; † 2. Dezember 1940) und dessen Ehefrau Theresia Karoline (geborene Probst oder Propst; * 1. Jänner 1882 in Wiener Neustadt; † 21. Februar 1957 in St. Pölten) in St. Pölten geboren. Seine Eltern hatten am 28. Februar 1908 in der Stiftskirche Neukloster in Wiener Neustadt geheiratet.
Leiners Eltern hatten 1910 ein Bettwarengeschäft am St. Pöltner Rathausplatz erworben und das Familienunternehmen durch geschicktes Marketing und weitere Dienstleistungen bald zur wirtschaftlichen Blüte geführt.
Rudolf Leiner junior wurde am 4. Juli 1925 in Wien gefirmt, besuchte in St. Pölten die Mittelschule und erhielt eine Ausbildung an der Handelsakademie in Linz, wo er seine spätere Ehefrau Frieda Rosa Hablesreiter (1909–2006) kennenlernte. Diese war gebürtige Linzerin, hatte dort ihre Schulausbildung absolviert und nach dem Abschluss der Mittelschule und der darauffolgenden Handelsakademie bei verschiedenen Linzer Firmen gearbeitet. Zu Beginn der 1930er Jahre war Rudolf Leiner zunächst in Salzburg Volontär und arbeitete auch bei Kaufhäusern in Graz und Innsbruck. 1935 kehrte er in den väterlichen Betrieb zurück, wurde aber im Zweiten Weltkrieg zur Wehrmacht eingezogen, wo er mit der 2. Panzer-Division in vielen Feldzügen an vorderster Front kämpfte. So war er als Mitglied der Feldartillerie unter anderem im Polenfeldzug, aber auch bei Dünkirchen und Calais im Einsatz gewesen. Während des Krieges wurden Teile des Stammhauses durch Bombenangriffe auf St. Pölten zerstört. Noch während des Zweiten Weltkrieges heiratete er am 27. Juli 1940 seine Frieda, genannt Fritzi, per Kriegstrauung kirchlich in der St. Pöltner Franziskanerkirche. Aus der Ehe entstammen drei Töchter, von denen eine, Friederike, mit dem Kärntner Herbert Koch, dem Mitgründer der damaligen kika-Gruppe, verheiratet ist. Rund ein Jahr nach Rudolf Leiner heiratete seine ältere Schwester Margaret(h)a Anna (* 26. Mai 1910 in Wien-Währing; † 23. Dezember 1968 in St. Pölten) ebenfalls in der St. Pöltner Franziskanerkirche einen Anton Figl.
Nach der Freilassung aus amerikanischer Kriegsgefangenschaft wirkte er mit seiner Familie am Neuaufbau des Unternehmens mit und übernahm 1948 als geschäftsführender Gesellschafter die Leitung. Anfang der 1950er Jahre wurde der erste Lieferwagen angekauft. Das Sortiment wurde in dieser Zeit ausgebaut: Matratzen und Couchen wurden in das Stammprogramm aufgenommen.
Im Bereich Werbung leistete Leiner wie schon sein Vater Pionierarbeit: Anfang der 1950er Jahre kam der erste Leiner-Prospekt mit farbiger Titelseite heraus. Nach und nach konnte die Produktion auf 15 Mitarbeiter aufgestockt werden. Mitte der 1950er Jahre war der Wiederaufbau beendet: „Der Leiner“ hatte 40 Mitarbeiter, mehr als vor dem Krieg, an Verkaufsräumen und Lagerflächen standen insgesamt 2.500 Quadratmeter zur Verfügung. Schon damals wurden den Kunden Teilzahlungssysteme und zinslose Kredite angeboten.
Die Expansion begann im Jahr 1954. Das Stammhaus wurde massiv erweitert und im Laufe der Jahre umgebaut. Im Jahr 1960 wurden dann in Wiener Neustadt und 1962 in Bruck an der Mur die ersten Filialen gebaut. Der Kauf des Bekleidungshauses Esders in der Wiener Mariahilfer Straße erwies sich als gute Entscheidung. 1970 begann dann die nächste Expansionswelle: Wels, danach 1971 Linz, dann Graz und Judenburg.
1973 gründete er gemeinsam mit seinem späteren Schwiegersohn Herbert Koch (* 1941) die Kika-Handelsgesellschaft als zusätzliches Standbein.
Am 8. September 2008 starb Leiner, zwei Jahre nach dem Ableben seiner Ehefrau Frieda, 95-jährig in seiner Geburts- und Heimatstadt St. Pölten. Seine Ehefrau war ab 1941 Angestellte und Gesellschafterin der Firma Leiner und ab 1980 auch bei der Firma kika. Viele Jahre lang war die Präsidentin des Aufsichtsrates und wurde 2002 zur Ehrenpräsidentin der kika/Leiner-Gruppe ernannt.

## Ehrungen
Rudolf Leiner blieb seiner Heimatstadt St. Pölten treu und unterstützte diverse lokale Projekte und Initiativen.
Die Stadt St. Pölten zeichnete Rudolf Leiner 1975 mit dem Ehrenring und 2001 mit der Ehrenbürgerschaft aus. Auch das Land Niederösterreich und die Republik Österreich würdigten die Verdienste des Unternehmers. Er trug den Berufstitel Kommerzialrat.
Im März 2010 wurde bei der 100-Jahr-Feier des Unternehmens bekannt, dass ein Platz in St. Pölten nach Rudolf Leiner benannt werden wird.
Am 3. Oktober 2018 wurde auf ebendiesem Platz im Beisein des St. Pöltner Bürgermeisters Matthias Stadler, zweier Töchter Leiners (darunter Friederike mit Ehemann Herbert Koch), dem zukünftigen CEO der kika/Leiner-Gruppe Reinhold Gütebier und zahlreichen weiteren Personen eine von Irene E. Beckmann geschaffene Büste Leiners feierlich enthüllt. Dies erfolgte durch eine Initiative des Leiner-Zentralbetriebsrates, allen voran durch dessen Vorsitzenden Karl Vogl.